# Bene di consumo
Il bene di consumo, chiamato anche bene diretto, è quel tipo di bene che produce un’utilità diretta per il consumatore finale. Oltre ai beni di consumo esistono anche i beni strumentali: questi si distinguono dai beni diretti perché vengono impiegati per produrre altri beni economici.

## Definizione
Un bene di consumo è un prodotto acquistato per il consumo dal consumatore medio. Chiamati in alternativa beni finali, i beni di consumo sono il risultato finale della produzione e della lavorazione e sono ciò che un consumatore vedrà stoccato sugli scaffali di un negozio. Abbigliamento, cibo e gioielli sono tutti esempi di beni di consumo. Le materie prime o di base, come il rame, non sono considerate beni di consumo perché devono essere trasformate in prodotti utilizzabili.
La definizione di beni di consumo viene per la prima volta introdotta nel Codice di Consumo, entrato in vigore il 23 ottobre 2005. Questa normativa, presente nel Decreto legislativo 6 settembre 2005, viene introdotta per tutelare il consumatore e garantirgli una serie di diritti. Secondo il comma 2 dell’articolo 128 del Codice del Consumo, è considerabile un bene di consumo qualsiasi tipo di bene mobile, che sia assemblato o ancora da assemblare; sono esclusi acqua e gas (qualora non fossero confezionati), energia elettrica e tutti i beni di vendita forzata (legati al pignoramento). Dal momento che vengono acquistati, il consumatore può utilizzarli nell’immediato, senza alcun bisogno di trasformazione. Di conseguenza, questi beni sono anche chiamati beni diretti, vista la loro natura di utilizzo immediato e senza intermediari.

## Beni di consumo in ambito internazionale
Dopo aver raggiunto un numero record nel 2017, si prevede che il commercio mondiale di beni di consumo continuerà a crescere nei prossimi tre anni. Le nuove previsioni sui flussi di commercio estero formulate da StudiaBo, a partire dal recente World Economic Outlook del Fondo Monetario Internazionale, e disponibili nel Data Warehouse Previsioni, evidenziano lo slancio di crescita che si estende a tutte le principali industrie di beni di consumo, 
In particolare:
- negli Alimentari confezionati e bevande il commercio mondiale, dopo che il commercio mondiale ha raggiunto i 525 miliardi di euro (pre-stimati) lo scorso anno, si prevede che supererà i 600 miliardi di euro entro il 2020 (crescita media annua del valore del 4,6%, calcolata in euro);

- nei Prodotti finiti di largo consumo, dopo essere salito a un valore di quasi 160 miliardi di euro (previsto nel 2017), il commercio mondiale dovrebbe superare i 176 miliardi di euro nel triennio 2018-2020 (crescita media annua del valore in euro del 3,4%);
- nell’industria dei Prodotti finiti per la persona, dopo i valori record 2017 (prossimi ai 1312 miliardi di euro), i flussi mondiali sono attesi sfiorare i 1430 miliardi di euro nello scenario al 2020 (+2.9% medio annuo nei valori in euro);
- nell’industria dei Prodotti finiti per la casa, dai valori di massimo registrati nel 2017 (stimati pari a 655 miliardi di euro), il commercio mondiale è previsto arrivare a 723 miliardi di euro nello scenario al 2020 (+3.4% medio annuo nei valori in euro);
- nell’industria dei Prodotti e strumenti per la salute, dopo aver raggiunto un valore di quasi 776 miliardi di euro lo scorso anno (stimato), nel 2020 il commercio mondiale dovrebbe raggiungere gli 896 miliardi di euro (un aumento medio annuo del valore in euro del 4,9%).

Unica fonte: https://www.exportplanning.com/it/magazine/article/2018/04/30/beni-di-consumo-i-mercati-mondiali-a-maggiore-potenziale-di-crescita-nel-triennio-2018-2020/

## Caratteristiche
I beni di consumo si dividono in:
- Beni durevoli: un bene durevole si può usare più volte. Questo significa che può soddisfare lo stesso bisogno, più volte, nel corso del tempo. Esempi di beni durevoli i vestiti, le automobili, gli elettrodomestici, la casa, ecc.

- Beni non durevoli: un bene non durevole può essere usato una sola volta. Quindi, a differenza dei beni durevoli, soddisfa il bisogno del consumatore soltanto al momento dell'utilizzo. Esempi di beni non durevoli sono i generi alimentari.[4]

I beni strumentali sono suddivisi in:
- Capitale fisso: questi beni strumentali sono soggetti a più processi produttivi. Ad esempio locali, macchinari, magazzini, i veicoli, ecc.
- Capitale circolante: questi beni invece sono composti da un solo processo produttivo. Ad esempio i semilavorati, materie prime, il combustibile, il carburante, ecc.[4]

## Esempi di bene di consumo
I più importanti esempi di beni di consumo sono il cibo, i vestiti, gli elettrodomestici, ecc. I beni di consumo sono una parte fondamentale della società contemporanea, poiché l’intero sistema economico è di tipo capitalistico.
L'andamento dei prezzi dei beni di consumo è utilizzato come indice dell’ l’inflazione nei Paesi industrializzati, ovvero il cambiamento del carovita.